# Nikołaj Kirow
Nikołaj Iwanowicz Kirow, ros. Николай Иванович Киров (ur. 22 listopada 1957 w Streszynie) – radziecki biegacz, zdobywca brązowego medalu w biegu na 800 metrów na Letnich Igrzyskach Olimpijskich w Moskwie.

## Rekordy życiowe
- bieg na 800 metrów – 1:45,11 (1981)